# 鍾雅 (成化進士)
鍾雅（1449年—？），字大章，廣東惠州府歸善縣人，民籍，明朝政治人物。進士出身。

## 生平
早年出身府學生，廣東鄉試第□五名。成化十四年（1478年）戊戌科會試第一百十二名，殿試登進士第三甲第三十九名。

## 家族
曾祖父鍾景陽。祖父鍾鐸。父亲鍾元。母王氏。具慶下。弟耀。娶王氏。